# Avinyó
Avinyó ist eine katalanische Gemeinde in der Provinz Barcelona im Nordosten Spaniens. Sie liegt in der Comarca Bages.

## Städtepartnerschaft
- Locquirec (Frankreich)

## Persönlichkeiten
- Alba Careta (* 1995), Jazzmusikerin